# Treffort-Cuisiat
Treffort-Cuisiat ist eine ehemalige französische Gemeinde mit zuletzt 2.287 Einwohnern (Stand: 2013) und heutige Commune déléguée im Département Ain in der Region Auvergne-Rhône-Alpes. Sie gehörte zum Arrondissement Bourg-en-Bresse und zum Kanton Saint-Étienne-du-Bois.
Mit Wirkung vom 1. Januar 2016 wurden die bisherigen Gemeinden Treffort-Cuisiat und Pressiat zu einer Commune nouvelle mit dem Namen Val-Revermont zusammengelegt.

## Geografie
Treffort-Cuisiat liegt in der Landschaft Revermont. Der Fluss Sevron verläuft in dem Gebiet.

## Geschichte
1972 wurden die beiden Gemeinden Treffort und Cuisiat zusammengeschlossen. Die ehemalige Gemeinde Cuisiat hat im Zuge der Fusion mit 2016 ebenfalls einen Delegiertenstatus in der Commune nouvelle erhalten.

## Bevölkerungsentwicklung
| 1962                       | 1968 | 1975 | 1982 | 1990 | 1999 | 2006 | 2012 |
| -------------------------- | ---- | ---- | ---- | ---- | ---- | ---- | ---- |
| 920                        | 871  | 1101 | 1556 | 1779 | 1910 | 2000 | 2265 |
| Quellen: Cassini und INSEE |      |      |      |      |      |      |      |

## Sehenswürdigkeiten
- Kapelle von Montfort
- Rathaus
- Burg
- Museum der Revermont
- Ruinen von Lomont
- Waschhaus